# Sveriges herrlandskamper i ishockey under 1930-talet
Sveriges herrlandskamper i ishockey under 1930-talet omfattade bland annat ett olympiskt spel och fyra världsmästerskap (eller egentligen fem, eftersom OS:et räknades som ett VM). Det svenska landslaget kom på en fjärdeplats i OS i Garmisch-Partenkirchen 1936.

## 1930
| Datum       | Spelplats |                    |                    | Resultat | Typ av match  |
| ----------- | --------- | ------------------ | ------------------ | -------- | ------------- |
| 2 januari   | Berlin    | Sverige            | Kanada (1931-1965) | 0 – 2    | Träningsmatch |
| 3 januari   | Berlin    | Kanada (1931-1965) | Sverige            | 6 – 0    | Träningsmatch |
| 28 februari | Stockholm | Sverige            | Tyskland           | 1 – 1    | Träningsmatch |

## 1931
| Datum       | Spelplats |                    |                    | Resultat | Typ av match  |
| ----------- | --------- | ------------------ | ------------------ | -------- | ------------- |
| 2 februari  | Krynica   | Österrike          | Sverige            | 1 – 3    | VM 1931       |
| 3 februari  | Stockholm | Sverige            | Tyskland           | 5 – 0    | Träningsmatch |
| 4 februari  | Stockholm | Sverige            | Tyskland           | 2 – 4    | Träningsmatch |
| 4 februari  | Krynica   | Polen              | Sverige            | 2 – 0    | VM 1931       |
| 5 februari  | Krynica   | Sverige            | USA                | 0 – 3    | VM 1931       |
| 6 februari  | Krynica   | Kanada (1931-1965) | Sverige            | 0 – 0    | VM 1931       |
| 7 februari  | Krynica   | Sverige            | Tjeckoslovakien    | 1 – 0    | VM 1931       |
| 8 februari  | Krynica   | Sverige            | Österrike          | 0 – 1    | VM 1931       |
| 10 februari | Berlin    | USA                | Sverige            | 3 – 1    | Träningsmatch |
| 13 februari | Stockholm | Sverige            | USA                | 2 – 7    | Träningsmatch |
| 14 februari | Stockholm | Sverige            | USA                | 1 – 2    | Träningsmatch |
| 19 december | Stockholm | Sverige            | Kanada (1931-1965) | 0 – 11   | Träningsmatch |
| 20 december | Stockholm | Sverige            | Kanada (1931-1965) | 3 – 3    | Träningsmatch |

## 1932
| Datum       | Spelplats |                |                 | Resultat | Typ av match  |
| ----------- | --------- | -------------- | --------------- | -------- | ------------- |
| 9 mars      | Stockholm | Sverige        | USA             | 0 – 2    | Träningsmatch |
| 10 mars     | Stockholm | Sverige        | USA             | 0 – 5    | Träningsmatch |
| 15 mars     | Berlin    | Storbritannien | Sverige         | 1 – 4    | EM 1932       |
| 16 mars     | Berlin    | Sverige        | Rumänien        | 4 – 0    | EM 1932       |
| 17 mars     | Berlin    | Schweiz        | Sverige         | 1 – 1    | EM 1932       |
| 18 mars     | Berlin    | Sverige        | Österrike       | 0 – 0    | EM 1932       |
| 19 mars     | Berlin    | Sverige        | Tjeckoslovakien | 0 – 1    | EM 1932       |
| 20 mars     | Berlin    | Tyskland       | Sverige         | 1 – 4    | EM 1932       |
| 30 mars     | Berlin    | Tyskland       | Sverige         | 1 – 4    | Träningsmatch |
| 31 mars     | Berlin    | Tyskland       | Sverige         | 4 – 2    | Träningsmatch |
| 16 november | Paris     | Frankrike      | Sverige         | 5 – 1    | Träningsmatch |
| 11 december | Stockholm | Sverige        | Storbritannien  | 2 – 1    | Träningsmatch |

## 1933
| Datum       | Spelplats |                      |         | Resultat | Typ av match  |
| ----------- | --------- | -------------------- | ------- | -------- | ------------- |
| 17 februari | Stockholm | Sverige              | Finland | 11 – 1   | Träningsmatch |
| 18 februari | Stockholm | Sverige              | Finland | 6 – 0    | Träningsmatch |
| 8 mars      | Wien      | Österrike            | Sverige | 0 – 1    | Träningsmatch |
| 11 mars     | Berlin    | USA                  | Sverige | 3 – 0    | Träningsmatch |
| 12 mars     | Berlin    | Tyskland (1935-1945) | Sverige | 2 – 3    | Träningsmatch |

## 1934
| Datum       | Spelplats |         |                    | Resultat | Typ av match  |
| ----------- | --------- | ------- | ------------------ | -------- | ------------- |
| 14 januari  | Stockholm | Sverige | Kanada (1931-1965) | 0 – 1    | Träningsmatch |
| 18 januari  | Stockholm | Sverige | Kanada (1931-1965) | 2 – 5    | Träningsmatch |
| 17 februari | Stockholm | Sverige | Österrike          | 1 – 0    | Träningsmatch |

## 1935
| Datum       | Spelplats              |                      |               | Resultat                | Typ av match  |
| ----------- | ---------------------- | -------------------- | ------------- | ----------------------- | ------------- |
| 19 januari  | Davos                  | Schweiz              | Sverige       | 6 – 1                   | VM 1935       |
| 20 januari  | Davos                  | Sverige              | Nederländerna | 6 – 0                   | VM 1935       |
| 21 januari  | Davos                  | Sverige              | Ungern        | 3 – 0                   | VM 1935       |
| 22 januari  | Davos                  | Kanada (1931-1965)   | Sverige       | 5 – 2                   | VM 1935       |
| 23 januari  | Davos                  | Tjeckoslovakien      | Sverige       | 2 – 1 efter förlängning | VM 1935       |
| 24 januari  | Davos                  | Italien (1861-1946)  | Sverige       | 1 – 1                   | VM 1935       |
| 26 januari  | Davos                  | Sverige              | Frankrike     | 2 – 1                   | VM 1935       |
| 27 januari  | Davos                  | Österrike            | Sverige       | 1 – 3                   | VM 1935       |
| 29 januari  | Prag                   | Tjeckoslovakien      | Sverige       | 3 – 6                   | Träningsmatch |
| 7 december  | München                | Tyskland (1935-1945) | Sverige       | 3 – 0                   | Träningsmatch |
| 8 december  | Garmisch-Partenkirchen | Tyskland (1935-1945) | Sverige       | 1 – 0                   | Träningsmatch |
| 14 december | Berlin                 | Tyskland (1935-1945) | Sverige       | 1 – 2                   | Träningsmatch |
| 15 december | Berlin                 | Tyskland (1935-1945) | Sverige       | 0 – 8                   | Träningsmatch |

## 1936
| Datum       | Spelplats              |                 |                | Resultat | Typ av match  |
| ----------- | ---------------------- | --------------- | -------------- | -------- | ------------- |
| 6 februari  | Garmisch-Partenkirchen | Sverige         | Japan          | 2 – 0    | OS 1936       |
| 7 februari  | Garmisch-Partenkirchen | Sverige         | Storbritannien | 0 – 1    | OS 1936       |
| 11 februari | Garmisch-Partenkirchen | Sverige         | Österrike      | 1 – 0    | OS 1936       |
| 12 februari | Garmisch-Partenkirchen | Tjeckoslovakien | Sverige        | 4 – 1    | OS 1936       |
| 13 februari | Garmisch-Partenkirchen | USA             | Sverige        | 2 – 1    | OS 1936       |
| 14 februari | Garmisch-Partenkirchen | Sverige         | Polen          | 3 – 4    | Träningsmatch |
| 18 februari | Hamburg                | Polen           | Sverige        | 2 – 3    | Träningsmatch |
| 19 februari | Hamburg                | Ungern          | Sverige        | 0 – 1    | Träningsmatch |

## 1937
| Datum       | Spelplats |                 |                    | Resultat | Typ av match  |
| ----------- | --------- | --------------- | ------------------ | -------- | ------------- |
| 12 februari | Stockholm | Sverige         | Ungern             | 3 – 0    | Träningsmatch |
| 17 februari | London    | Sverige         | Polen              | 0 – 3    | VM 1937       |
| 18 februari | London    | Frankrike       | Sverige            | 2 – 1    | VM 1937       |
| 19 februari | London    | Sverige         | Kanada (1931-1965) | 0 – 9    | VM 1937       |
| 4 december  | Katowice  | Polen           | Sverige            | 2 – 2    | Träningsmatch |
| 10 december | Prag      | Tjeckoslovakien | Sverige            | 0 – 0    | Träningsmatch |

## 1938
| Datum       | Spelplats   |                 |                    | Resultat | Typ av match  |
| ----------- | ----------- | --------------- | ------------------ | -------- | ------------- |
| 4 februari  | Helsingfors | Finland         | Sverige            | 1 – 3    | Träningsmatch |
| 12 februari | Prag        | Sverige         | Kanada (1931-1965) | 2 – 3    | VM 1938       |
| 13 februari | Prag        | Tjeckoslovakien | Sverige            | 0 – 0    | VM 1938       |
| 15 februari | Prag        | Österrike       | Sverige            | 1 – 1    | VM 1938       |
| 16 februari | Prag        | Polen           | Sverige            | 0 – 1    | VM 1938       |
| 17 februari | Prag        | Sverige         | Storbritannien     | 2 – 3    | VM 1938       |
| 19 februari | Prag        | Sverige         | Schweiz            | 2 – 0    | VM 1938       |
| 27 februari | Stockholm   | Sverige         | Tjeckoslovakien    | 4 – 1    | Träningsmatch |

## 1939
| Datum      | Spelplats |         |         | Resultat | Typ av match  |
| ---------- | --------- | ------- | ------- | -------- | ------------- |
| 20 januari | Oslo      | Norge   | Sverige | 3 – 4    | Träningsmatch |
| 21 januari | Sandvika  | Norge   | Sverige | 1 – 8    | Träningsmatch |
| 22 januari | Oslo      | Norge   | Sverige | 0 – 10   | Träningsmatch |
| 29 januari | Stockholm | Sverige | Finland | 6 – 1    | Träningsmatch |